# دانشگاه پیشاور
دانشگاه پیشاور (به اردو: جامعۂ پشاور) پشتو: د پیښور پوهنتون یک دانشگاه دولتی از نوع پژوهشی است که در شهر پیشاور پاکستان قرار دارد.